# Segerträdgård
En segerträdgård (på engelska victory garden) var en typ av trädgård som odlades under första och andra världskrigen. Syftet var att öka den lokala livsmedelsproduktionen och minska belastningen på det offentliga försörjningssystemet.
Dessa trädgårdar odlades av privatpersoner i trädgårdar, parker, på tak och till och med i stadsmiljöer. Vanliga grödor var potatis, morötter, kål, tomater och andra grönsaker som var näringsrika och enkla att odla.
Förutom att bidra till livsmedelsförsörjningen hade segerträdgårdarna också en psykologisk och patriotisk funktion. De gav människor en känsla av delaktighet i krigsinsatsen och ökade självförsörjningen i tider av ransonering och brist på olika produkter.
Idag har konceptet fått en ny renässans i form av stadsodling och hållbarhetsinitiativ, där människor odlar sin egen mat för att minska beroendet av industriellt producerade livsmedel.